# Tribunal Suprem
El Tribunal Suprem (també conegut com a Cort Suprema o tribunal d'última instància) és el màxim òrgan judicial d'un sistema judicial, les decisions de les quals no estan subjectes a una revisió posterior per cap altre tribunal.